# Krichelenturm
Der Krichelenturm war ein früherer Wachturm der im 13. und 14. Jahrhundert errichteten äußeren Stadtmauer der ehemaligen Kaiserstadt Aachen. Er befand sich im Südsüdosten des etwa 5400 Metern langen Verteidigungsbauwerks und existiert heute nicht mehr.

## Lage
Der Stadtturm befand sich innerhalb der Stadtmauer zwischen den beiden Stadttoren Wirichsbongardstor und Marschiertor. Er lag direkt an einem kleinen Hügel, den die Aachener Krichelenberg nannten.

## Name
Der Name Krichelenturm leitet sich vom Alt-Aachener Ausdruck „Heijkrischele“ oder „Kreschelen“ ab, der unserem Wort Heuschrecke oder Grashüpfer entspricht. Auf dem Krichelenberg, der dem Krichelenturm vorgelagert ist und von den Aachenern als Weidefläche für ihr Vieh genutzt wurde, lebten eine große Zahl dieser Insekten. Sie gaben nicht nur dem Hügel, sondern auch dem Turm den Namen.

## Gebäudeaufbau
Das Gebäude, ein viereckiger Schanzturm, wurde mehrgeschossig errichtet. Es besaß eine Tiefe von 11,20 Metern sowie eine Breite von 9,40 Metern. Der Turm wurde auf der Mauerkrone errichtet, so dass sich das Untergeschoss auf dieser Höhe befand und vom Wall aus betreten werden konnte. Eine Treppe ermöglichte den Zugang in das darüber liegende Geschoss. Vier Schießluken im unteren Bereich sowie zahlreiche kleine Luken im Obergeschoss ermöglichten die Verteidigung des Gebäudes. Auffallend waren zwei von Kunstschmieden angefertigte Verzierungen, die auf dem Dach des Gebäudes angebracht waren.